# 国鉄タキ8650形貨車
国鉄タキ8650形貨車（こくてつタキ8650がたかしゃ）は、かつて日本国有鉄道（国鉄）及び1987年（昭和62年）4月の国鉄分割民営化後は日本貨物鉄道（JR貨物）に在籍した私有貨車（タンク車）である。

## 概要
本形式は、潤滑油添加剤専用の30t 積タンク車として1966年（昭和41年）6月20日から1979年（昭和54年）5月28日にかけて4ロット6両（タキ8650 - タキ8655）が日本車輌製造及び川崎重工業にて製作された。
本形式の他に潤滑油添加剤を専用種別とする形式にはタム9100形、タキ11800形の2形式が存在した。
落成時の所有者は日本ルーブリゾール工業、カロナイト化学の2社でありその常備駅は武豊線の武豊駅、神奈川臨海鉄道浮島線の末広町駅であった。
1979年（昭和54年）10月より化成品分類番号「93」（有害性物質、可燃性のもの）が標記された。
1989年（平成元年）5月にカロナイト化学所有車4両（タキ8652 - タキ8655）が日本石油輸送へ名義変更され、常備駅は名古屋南港駅（現・名古屋南貨物駅）に変更された。
タンク体は耐候性高張力鋼 (SPA-H) 製で保温のための断熱材を巻き、薄鋼板製のキセ（外板）が設置された。荷役方式はタンク上部にあるマンホールからの上入れ、吐出管からの下出し式である。
車体色は黒色、寸法関係は全長は12,450mm - 12,900mm、全幅は2,400mm、全高は3,870mm、台車中心間距離は8,350mm - 8,800mm、実容積は30.0m3、自重は20.0t、換算両数は積車5.0、空車2.0であり、台車はベッテンドルフ式のTR41C、TR225-2であった。
1987年（昭和62年）4月の国鉄分割民営化時には4両（タキ8652 - タキ8655）がJR貨物に継承されたが、1999年（平成11年）8月に一斉に廃車となり同時に形式消滅となった。

### 年度別製造数
各年度による製造会社と両数、所有者は次のとおりである。（所有者は落成時の社名）
- 昭和41年度 - 1両
  - 日本車輌製造 1両 日本ルーブリゾール工業（タキ8650）
- 昭和42年度 - 1両
  - 日本車輌製造 1両 日本ルーブリゾール工業（タキ8651）
- 昭和51年度 - 2両
  - 日本車輌製造 2両 カロナイト化学（タキ8652 - タキ8653）
- 昭和54年度 - 2両
  - 川崎重工業 2両 カロナイト化学（タキ8654 - タキ8655）